# Usuba
Les couteaux usuba (薄刃包丁, 薄刃包丁) sont des couteaux à destination des chefs japonais, utilisés pour les légumes. Usuba signifie littéralement « fine lame », indiquant sa minceur relative par rapport à d'autres couteaux. On l'utilise pour couper des légumes fermes sans les fissurer.